# Милик, Аркадиуш
Арка́диуш Кристиан (Арек) Ми́лик (пол. Arkadiusz Krystian "Arek" Milik, польское произношение: [arˈkadjuʂ ˈmilik]; род. 28 февраля 1994[…], Тыхы) — польский футболист, нападающий клуба «Ювентус» и сборной Польши.

## Клубная карьера
Свою карьеру Аркадиуш начал в резервной команде клуба «Розвой» из Катовице, выступающего в Третьей лиге Польши. 23 октября 2010 года 16-летний Милик дебютировал в основном составе клуба, забив 2 мяча в игре против «Красейова», которая закончилась со счётом 4:0 в пользу его команды. Чуть позже, в ноябре того же года, благодаря своей игре он отправился на просмотр в «Гурник» из Забже.
1 июля 2011 года Милик подписал контракт с «Гурником» сроком на 1 год. Таким образом, клуб из Забже выиграл борьбу за 17-летнего нападающего, а также за его одноклубника, полузащитника Войцеха Крола у таких клубов, как «Рединг», «Тоттенхэм» и «Легия». Дебют Аркадиуша за новый клуб состоялся 31 июля в матче против «Шлёнска», который закончился со счётом 1:1.
17 декабря 2012 года леверкузенский «Байер» подписал контракт с 18-летним поляком сроком на 5,5 лет.
30 августа 2013 года Милик был арендован «Аугсбургом» на один год.
В середине мая 2014 года Милик был арендован амстердамским «Аяксом». 1 апреля 2015 года пресс-служба «Аякса» объявила о подписании полноценного контракта с Миликом до 2019 года.
2 августа 2016 года, Милик подписал контракт с итальянским «Наполи». Сумма трансфера составила 32 млн евро. Контракт рассчитан до 2021 года.
8 октября 2016 года, в матче против сборной Дании, получил разрыв крестообразных связок левого колена. Ожидалось, что Милик не сможет сыграть до начала сезона 2017/18, однако уже в начале февраля 2017 года он был включён в заявку «Наполи» на матч. 24 сентября 2017 года, в матче против СПАЛа, получил разрыв крестообразных связок правого колена.
В сезоне 2018/19 забил за «Наполи» 17 мячей в 35 матчах чемпионата Италии, став лучшим бомбардиром команды. Милик занял пятое место в списке лучших бомбардиров сезона в Серии А.
10 декабря 2019 года сделал хет-трик в ворота «Генка» к 38-й минуте домашнего матча Лиги чемпионов (4:0). Милик стал вторым поляком после Роберта Левандовского, кому удалось забить три мяча в одном матче Лиги чемпионов. Также этот хет-трик стал первым для футболистов «Наполи» в Лиге чемпионов.
В январе 2021 года перешёл на правах аренды в «Олимпик Марсель». 23 мая 2021 года забил победный мяч на 103 минуте и 16 секунде в матче Лиги 1 в ворота «Меца» (3:2), став автором самого позднего гола в истории Лиги 1.
В августе 2022 года был арендован «Ювентусом» за 800 тысяч евро с опцией выкупа за 7 миллионов евро. Дополнительно 2 миллиона евро в виде бонусов. 28 августа 2022 года дебютировал за «Ювентус» в матче чемпионата Италии против «Ромы», выйдя на замену Фабио Миретти на 77-й минуте матча. Дебютный гол забил 31 августа 2022 года в матче против «Специи», отличившись им спустя 5 минут после выхода на замену.

## Карьера в сборной
12 октября 2012 года Аркадиуш в возрасте 18 лет дебютировал за национальную команду Польши в матче против сборной ЮАР. Свой первый гол за сборную он забил 14 декабря того же года в товарищеском поединке против сборной Македонии, который закончился для сборной Польши победой со счётом 4:1.

## Статистика
| Выступление      | Выступление      | Выступление      | Чемпионат | Чемпионат | Кубки | Кубки | Еврокубки | Еврокубки | Прочие | Прочие | Итого | Итого |
| Клуб             | Лига             | Сезон            | Игры      | Голы      | Игры  | Голы  | Игры      | Голы      | Игры   | Голы   | Игры  | Голы  |
| ---------------- | ---------------- | ---------------- | --------- | --------- | ----- | ----- | --------- | --------- | ------ | ------ | ----- | ----- |
| Гурник (Забже)   | Экстракласса     | 2011/12          | 24        | 4         | 1     | 0     | 0         | 0         | 0      | 0      | 25    | 4     |
| Гурник (Забже)   | Экстракласса     | 2012/13          | 14        | 7         | 1     | 1     | 0         | 0         | 0      | 0      | 15    | 8     |
| Гурник (Забже)   | Итого            | Итого            | 38        | 11        | 2     | 1     | 0         | 0         | 0      | 0      | 40    | 12    |
| Байер 04         | Бундеслига       | 2012/13          | 6         | 0         | 0     | 0     | 2         | 0         | 0      | 0      | 8     | 0     |
| Байер 04         | Итого            | Итого            | 6         | 0         | 0     | 0     | 2         | 0         | 0      | 0      | 8     | 0     |
| Аугсбург         | Бундеслига       | 2013/14          | 18        | 2         | 2     | 0     | 0         | 0         | 0      | 0      | 20    | 2     |
| Аугсбург         | Итого            | Итого            | 18        | 2         | 2     | 0     | 0         | 0         | 0      | 0      | 20    | 2     |
| Аякс             | Эредивизи        | 2014/15          | 21        | 11        | 3     | 8     | 9         | 4         | 1      | 0      | 34    | 23    |
| Аякс             | Эредивизи        | 2015/16          | 31        | 21        | 2     | 0     | 9         | 3         | 0      | 0      | 42    | 24    |
| Аякс             | Итого            | Итого            | 52        | 32        | 5     | 8     | 18        | 7         | 1      | 0      | 76    | 47    |
| Наполи           | Серия А          | 2016/17          | 17        | 5         | 2     | 0     | 4         | 3         | 0      | 0      | 23    | 8     |
| Наполи           | Серия А          | 2017/18          | 15        | 5         | 0     | 0     | 2         | 1         | 0      | 0      | 17    | 6     |
| Наполи           | Серия А          | 2018/19          | 35        | 17        | 2     | 1     | 10        | 2         | 0      | 0      | 47    | 20    |
| Наполи           | Серия А          | 2019/20          | 26        | 11        | 4     | 0     | 5         | 3         | 0      | 0      | 35    | 14    |
| Наполи           | Итого            | Итого            | 93        | 38        | 8     | 1     | 21        | 9         | 0      | 0      | 122   | 48    |
| Олимпик Марсель  | Лига 1           | 2020/21          | 15        | 9         | 1     | 1     | 0         | 0         | 0      | 0      | 16    | 10    |
| Олимпик Марсель  | Лига 1           | 2021/22          | 23        | 7         | 4     | 5     | 10        | 8         | 0      | 0      | 37    | 20    |
| Олимпик Марсель  | Лига 1           | 2022/23          | 2         | 0         | 0     | 0     | 0         | 0         | 0      | 0      | 2     | 0     |
| Олимпик Марсель  | Итого            | Итого            | 40        | 16        | 5     | 6     | 10        | 8         | 0      | 0      | 55    | 30    |
| Ювентус          | Серия А          | 2022/23          | 14        | 5         | 0     | 0     | 5         | 2         | 0      | 0      | 19    | 7     |
| Ювентус          | Итого            | Итого            | 14        | 5         | 0     | 0     | 5         | 2         | 0      | 0      | 19    | 7     |
| Всего за карьеру | Всего за карьеру | Всего за карьеру | 261       | 104       | 22    | 16    | 56        | 26        | 1      | 0      | 340   | 146   |

## Достижения
«Наполи»
- Обладатель Кубка Италии: 2019/20

«Ювентус»
- Обладатель Кубка Италии: 2023/24

## Рекорды
- Автор самого позднего гола в истории Лиги 1: 103 минуты и 16 секунд («Олимпик Марсель»—«Мец» 3:2, 23 мая 2021)[20]